# Kommissarie Karlsson
Kommissarie Konrad Karlsson (Chief (Seamus) O'Hara) är en seriefigur i Musse Pigg-serierna. Den skapades 1939 av Floyd Gottfredson. Serieavsnittet bär titeln "Jakten på Spökplumpen".
Karlsson är poliskommissarie i Ankeborg, men i vissa serier sitter han inte högst i kåren utan lyder under en polischef med kort stubin.
När kommissarien behöver hjälp med att lösa brotten i Ankeborg kontaktar han den skarpsinnige Musse Pigg, och Långben brukar också vara med att lösa fallen. Karlssons assistent, inspektör Klovén brukar ofta inte vilja ha Musse inblandad, utan lösa brotten på egen hand. Dock är han inte lika skarpsinnig som Musse.
Kommissarien är ganska fet, har vitt eller brunt hår (skiftar i vissa serier) och bär polisuniform. Han har en bror som är sjökapten och en som är sheriff i ett område kallat Fridfulla dalen.
Karlsson har uppträtt i Disneys tv-serier Musses verkstad och Hos Musse.